# Olof Trätälja
För fartyget, se M/S Trätälja

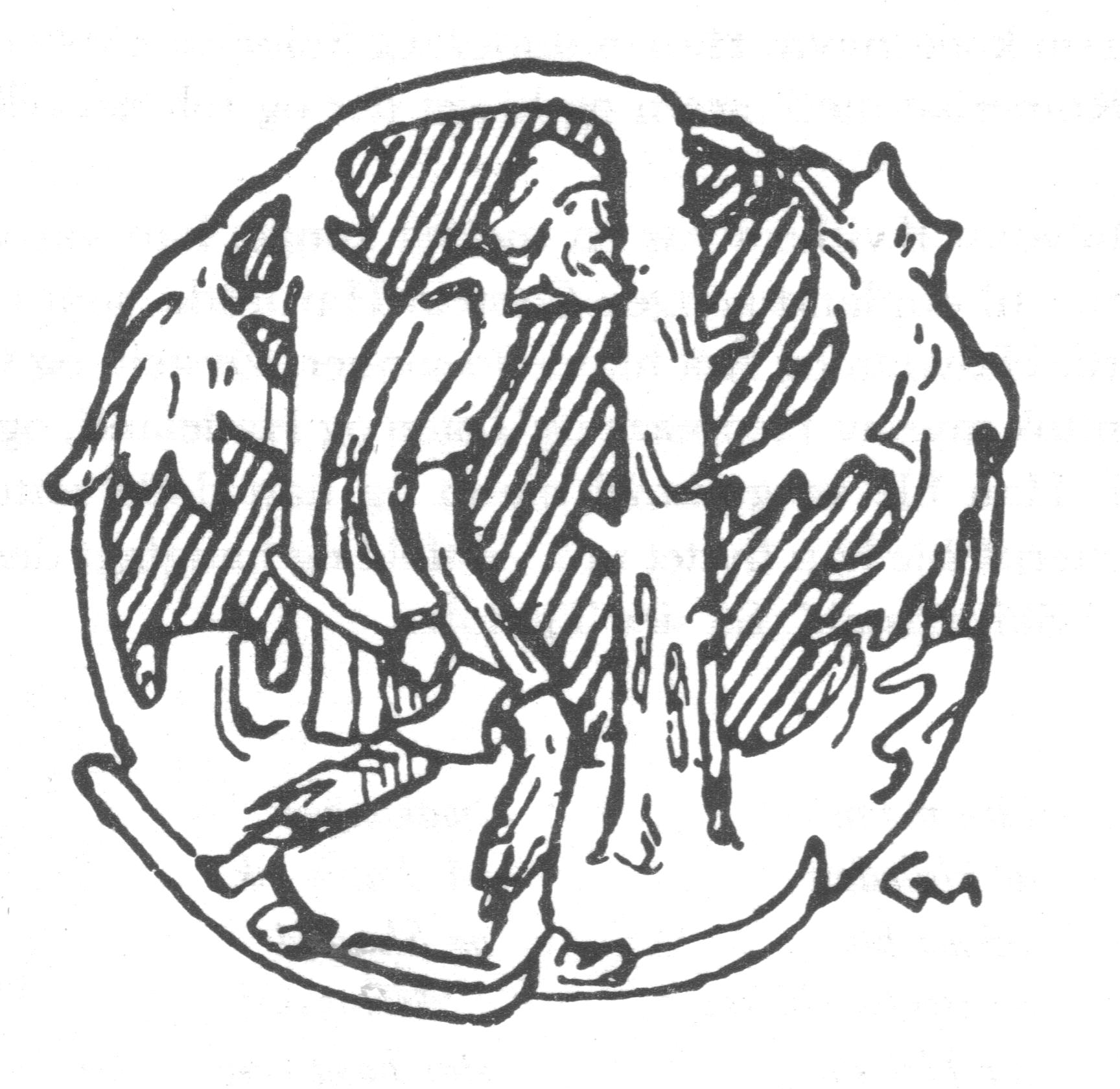
Olof Trätälja på en bild av Gerhard Munthe.

Olof Trätälja var en svensk sagokung av Ynglingaätten. Ynglingarna är inte historiskt belagda, men flera historiska kungar har senare ansett sig vara släkt med dem. Olof omtalas i Tjodolf av Hvins Ynglingatal, samt i Snorre Sturlassons Ynglingasaga i Heimskringla och då som son till Ingjald Illråde. 

## Legenden
Olof uppfostrades i Västergötland hos sin fosterfar. Efter att hans fader Ingjald Illråde dödats och Ivar Vidfamne blivit ny kung i Svitjod bosatte han sig i Värmland, som på den tiden till stor del var obebott. I Värmland bröt Olof mark och skapade sig ett välde som den förste kungen av Värmland. När man i Svitjod fick höra att Olof röjde skogar kallade man honom spefullt för "trätälja" eftersom han ägnade sig åt en sådan föga hjältemodig verksamhet. Han gifte sig med en kvinna vid namn Solveig eller Sölva Halvdansdotter, och de fick sönerna Ingjald Olavson och Halvdan Vitben. 
Enligt Snorre gjorde kung Ivar många män i Svitjod fredlösa, och de flydde till Värmland. Till slut var de så många att det inte fanns nog land, och det blev svält. Olof fick skulden eftersom han inte blotade, och svearna brände honom inne i hans hus som ett offer till Oden. Sönerna Halvdan och Ingjald växte sedan upp i Solør hos deras morfar, Solve. Halvdan (som levde ca 710) gifte sig med Åsa Øysteinsdotter och fick sönerna Øystein Halvdansson och Gudrød Halvdansson.
Efter Olofs död blev enligt Snorre Ingjald senare kung i Värmland, medan Halvdan till slut blev kung i Romerike och Vestfold, och efter Ingjalds död även i Värmland.

## Eftermäle
I Johannes Magnus verk Historia de omnibus Gothorum Sveonumque regibus räknas Olof Trätälja som Sveriges 107:e kung. Magnus menade att han skulle tillträtt 891 e.Kr. Denna idé är helt övergiven av dagens historiker. Allmänt uppfattas Olof Trätälja som en mytologisk figur. Hans död för tankarna till faderns död (innebränd) och förfadern Domaldes död (offrad till gudarna). Men genom Olof Trätäljas ättelinje kunde de norska kungarna på vikingatiden hävda släktskap med de berömda Ynglingarna. 
Säffle kommun har tidigare använt Olof Trätälja i sin logotyp och en gravhög i Säffle kallas Olof Trätäljas hög. Gravhögen med det romantiska namnet från Erik Fernows tid hette tidigare Knutshögen.